# Keratella ahlstromi
Keratella ahlstromi är en hjuldjursart som beskrevs av Russell 1951. Keratella ahlstromi ingår i släktet Keratella och familjen Brachionidae. Inga underarter finns listade i Catalogue of Life.